# ترک خوردگی سوسماری

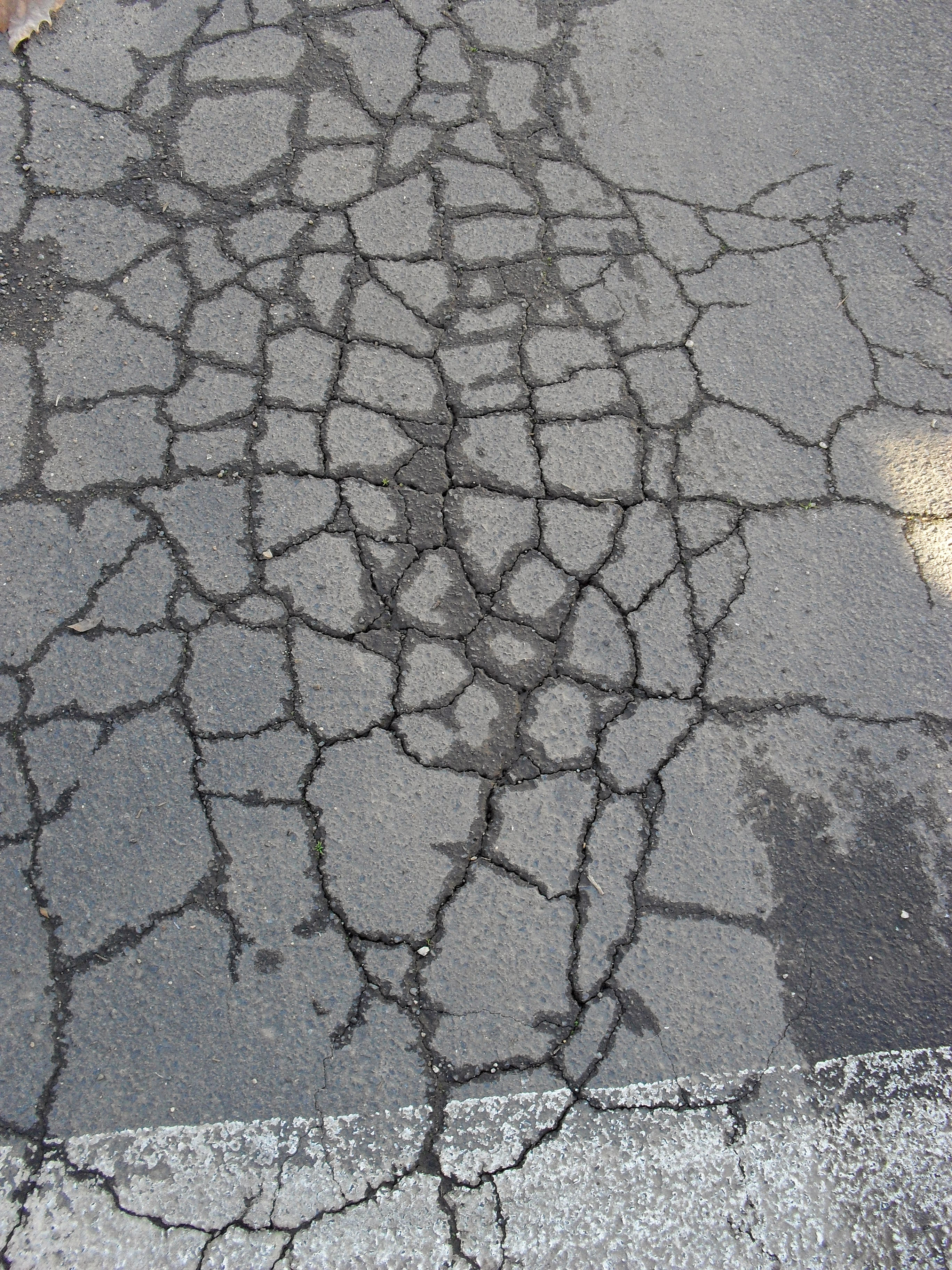
ترک خوردگی متوسط تا شدید آسفالت.

ترک‌خوردگی تمساحی یا ترک‌خوردگی سوسماری (به انگلیسی: Alligator cracking) یا ترک‌خوردگی خستگی (به انگلیسی: Fatigue cracking) نوعی خرابی روسازی است که به وفور در راه‌های آسفالتی مشاهده می‌شود. معمولاً ترک آسفالت در حمل و نقل اهمیت دارد و بخشی از مطالعات مهندسی عمران است. ترک‌خوردگی سوسماری پس از شدت یافتن تبدیل به چاله شده و باعث کاهش شدید شاخص شرایط روسازی می‌گردد. ترک‌خوردگی آسفالت شکلی شبیه یک تمساح پنهان شده در درون آسفالت ایجاد می‌کند که به همین دلیل ترک تمساحی یا ترک کروکودیلی نامیده می‌شود.

## دلایل ایجاد ترک‌خوردگی
عوامل متعددی می‌تواند موجب ترک آسفالت جاده شوند که مهمترین آن ناتوانی آسفالت در تحمل وزن ترافیک عبوری از روی آن است زیرسازی ضعیف و مشکل زهکشی هم منجر به این مشکل می‌شوند.
برای ایجاد چنین ترکی دو علت اصلی وجود دارد . در کوتاه مدت اگر کمی پس از بهره برداری از روسازی این ترک رخ دهد علت تغییر شکل زیاد لایه های زیرین یعنی اساس، زیر اساس و بستر به علت خمیری بودن است. ولی اگر در دراز مدت این ترک اتفاق افتد، علت خستگی روسازی در مقابل تکرار بارگذاری است که معمولاً در پایان عمر روسازی رخ می دهد. از این رو گاهی به این ترک‌ها ترک خستگی هم گفته می‌شود.

## یادداشت
1. ↑  "Piryonesi, S. M., & El-Diraby, T. (2018). Using Data Analytics for Cost-Effective Prediction of Road Conditions: Case of The Pavement Condition Index (No. FHWA-HRT-18-065). United States. Federal Highway Administration. Office of Research, Development, and Technology". Archived from the original on 2 February 2019.
2. 1 2  Way, N.C., Beach, P., and Materials, P. 2015. ASTM D 6433–07: Standard Practice for Roads and Parking Lots Pavement Condition Index Surveys.
3. ↑  Piryonesi, S. M.; El-Diraby, T. E. (2020) [Published online: December 21, 2019]. "Data Analytics in Asset Management: Cost-Effective Prediction of the Pavement Condition Index". Journal of Infrastructure Systems. 26 (1). doi:10.1061/(ASCE)IS.1943-555X.0000512.{{cite journal}}:  نگهداری CS1: url-status (link)
4. ↑  7 روسازی انعطاف‌پذیر Distresses بایگانی‌شده  در ۱ مه ۲۰۱۲ توسط Wayback Machine, دانشگاه واشینگتن، تاریخ دیده شده: نوامبر 21, 2010